# Zachodnia Obwodnica Kielc

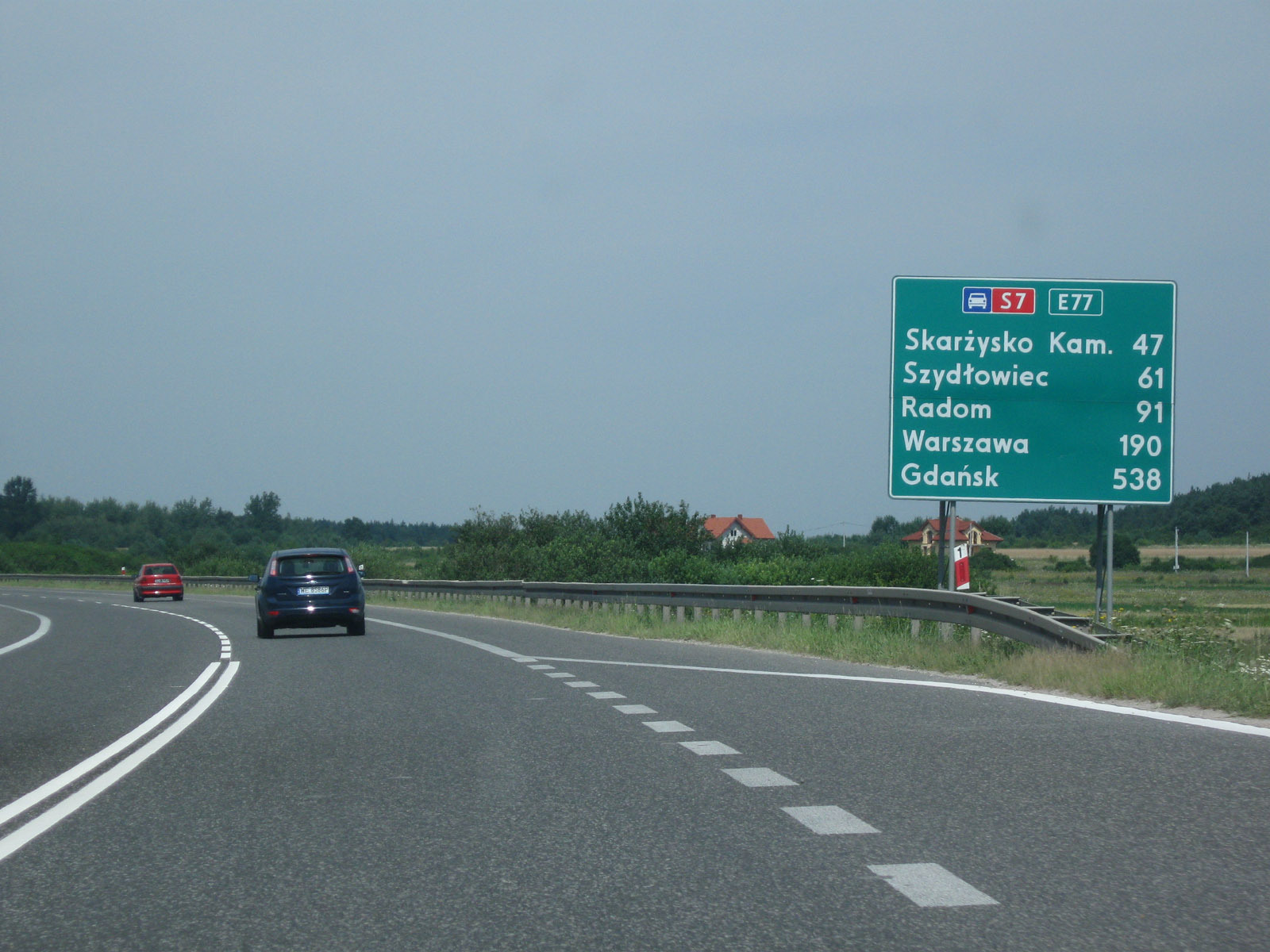
Droga S7 i trasa E77

Zachodnia Obwodnica Kielc – droga ekspresowa omijająca od strony zachodniej miasto Kielce. Budowana pierwotnie jako część planowanej ówcześnie autostrady Warszawa – Kraków. Obecnie stanowi fragment drogi ekspresowej S7 w ciągu trasy europejskiej E77 od miejscowości Wiśniówka do Chęcin.
Jedna jezdnia drogi z dwoma pasami ruchu została wybudowana w latach 1974–1984, otwarcie nastąpiło 5 listopada 1984. 1 września 2010 roku konsorcjum firm Mostostal Warszawa i Acciona Infraestructuras podpisało z GDDKiA umowę na przebudowę drogi do układu 2x2 (2 jezdnie po 2 pasy ruchu) wraz z przyszłościową rezerwą pod trzeci pas ruchu w każdą stronę. Oddanie do użytku przebudowanej drogi jako drogi ekspresowej nastąpiło 29 sierpnia 2013 r. 
Droga leży w Górach Świętokrzyskich, prowadzi fragmentem Chęcińsko-Kieleckiego Parku Krajobrazowego.

## Przebieg
Zachodnia Obwodnica Kielc zaczyna się od węzła Kielce-Północ w miejscowości Wiśniówka (gmina Masłów), gdzie krzyżują się droga ekspresowa S7 i droga krajowa nr 73. Później dochodzi do węzła Kielce-Zachód (gminy Miedziana Góra i Kielce), gdzie krzyżuje się z drogą krajową nr 74. W przyszłości planowane jest podwyższenie standardu DK74 do drogi ekspresowej, dlatego już teraz cały węzeł jest przystosowany do skrzyżowania bezkolizyjnego dwóch dróg typu S. Trzecim węzłem na obwodnicy Kielc jest węzeł Kielce-Jaworznia, gdzie krzyżuje się z DW761 (gmina Piekoszów). Ostatnim węzłem, kończącym zarazem obwodnicę zachodnią miasta, jest węzeł Kielce-Południe znajdujący się w gminie Chęciny. Krzyżuje się tam z drogą DW762.